# インゲマル・ステンマルク
インゲマル・ステンマルク（Jan Ingemar Stenmark、1956年3月18日 - ）は、スウェーデン、ヴェステルボッテン県ストゥールマン市出身の元アルペンスキー選手。同競技史上屈指で、20世紀を代表する選手と評される。

## 主な戦歴
- アルペンスキー・ワールドカップで通算86勝は歴代第1位である。
- インスブルックオリンピック（1976年）にて大回転で銅メダルを獲得する。
- レークプラシッドオリンピック（1980年）にて大回転で金メダルを獲得する。
- レークプラシッドオリンピック（1980年）にて回転で金メダルを獲得する。

## プロフィール
全盛期には、100分の1秒単位で競われる技術系の種目（回転と大回転）において、しばしば5秒前後という異次元の大差をつけて優勝するなどライバルを圧倒し、「ステンマルクに次ぐ2位は優勝と同じ価値がある」とライバル選手たちに言わしめた。
FISワールドカップでは通算勝利数86は2位のマルセル・ヒルシャーに20以上の大差をつけており、「史上最強の天才スラローマー」の呼び声も高い。1976年から1978年の間、総合優勝している。1977-78シーズンと1978-79シーズンには、出場した全ての大回転に優勝している。1979-80シーズンも、11戦10勝であった。回転についても、1975-76シーズンは7戦7勝、1976-77シーズンは10戦9勝、1981-1982シーズンは9戦8勝、1979-80シーズンは8戦7勝、1974-75シーズンは8戦7勝、1980-81シーズンは10戦8勝である。
つまり、この時期の回転、大回転の技術系種目では他を寄せ付けない強さがあった。しかし、FISワールドカップに1979年から採用になった新ルールにおいて、総合ポイントは滑降,回転,大回転,コンビの4種目の各3レースのみになった。このため、総合優勝するために、一度だけコンビのポイントを稼ぐためにキッツビューエルでの滑降に出場し、コンビ3位、15ポイントを獲得したが、滑降単独では39人中34位だったこともあり、以降、2度と滑降に出場することはなかった（当時のコーチによれば滑降の才能はあったがそれの練習に割く時間がなかったからとのことである）。
冬季オリンピックは1976年インスブルックオリンピック大回転で銅、1980年レークプラシッド大会大回転及び回転で金メダルを獲得しているが、1984年サラエボオリンピックには当時のアマチュア規定の為に参加することができなかった。
31歳となった1988年カルガリーオリンピックで大回転と回転に出場。大回転は途中棄権、回転でも一本目は大きく出遅れたものの、二本目に全盛期を彷彿させる素晴らしい滑りで、優勝したアルベルト・トンバより1秒近く速いトップタイムをマークし、5位に入賞する意地を見せた。
1979年にはアルペンスキー選手としては珍しいことながらホルメンコーレン・メダルを受章した。
また、1981-82年シーズンから回転に導入された可倒式ポールにも対応は早く、その後現在では当たり前に行われている「すねでポールを倒して最短距離で進む」走法をいち早く取り入れ、1982年のキッツビュールでは2位に3秒16を付けW杯回転史上最大のタイム差を更新する圧勝を遂げ、この年の世界選手権でも回転で金メダルを獲得している。このシーズンは種目別総合こそ2位であったが、翌年には種目別総合優勝を奪還し、1987-88シーズンまで回転の総合3位以内を逃すことはなかった。
1989年3月、長野県志賀高原のワールドカップを最後に引退。
ステンマルクはデビュー時から当時は無名だったエランのスキー板を使用しており、引退するまで変更しなかった。
当時同国で人気を2分したテニスプレーヤービョルン・ボルグとは奇しくも同年の生まれである。

## 引退後
2004年、タイでバカンス中にスマトラ島沖地震に遭遇、高台に避難し九死に一生を得た。
2006年までモナコに在住していたが、現在は妻と二人の娘とともにストックホルム近郊のヴァックスホルム島在住。